# Last Days of Wonder
Last Days of Wonder è il settimo album in studio del gruppo musicale statunitense The Handsome Family, pubblicato nel 2006.

## Tracce
1. Your Great Journey – 3:13
2. Tesla's Hotel Room – 3:56
3. These Golden Jewels – 3:32
4. After We Shot The Grizzly – 3:33
5. Flapping Your Broken Wings – 3:45
6. Beautiful William – 4:22
7. All The Time In Airports – 3:43
8. White Lights – 3:36
9. Bowling Alley Bar – 2:52
10. Hunter Green - 4:29
11. Our Blue Sky - 2:59
12. Somewhere Else To Be - 3:23